# Xinche (sockenhuvudort i Kina, Hunan Sheng, lat 25,41, long 111,49)
Xinche (kinesiska: 新车) är en sockenhuvudort i Kina. Den ligger i provinsen Hunan, i den södra delen av landet, omkring 340 kilometer sydväst om provinshuvudstaden Changsha. Antalet invånare är 21 280. Befolkningen består av 9 707 kvinnor och 11 573 män. Barn under 15 år utgör 24,0 %, vuxna 15-64 år 66 %, och äldre över 65 år 9,0 %.
Runt Xinche är det ganska tätbefolkat, med 139 invånare per kvadratkilometer. Närmaste större samhälle är Daojiang, 15,8 km nordost om Xinche. I omgivningarna runt Xinche växer huvudsakligen savannskog.
Genomsnittlig årsnederbörd är 2 044 millimeter. Den regnigaste månaden är maj, med i genomsnitt 302 mm nederbörd, och den torraste är oktober, med 49 mm nederbörd.